# Volcán Jumay (vulkan i Guatemala)
Volcán Jumay är en vulkan i Guatemala.   Den ligger i departementet Departamento de Jalapa, i den centrala delen av landet, 60 km öster om huvudstaden Guatemala City. Toppen på Volcán Jumay är 2 178 meter över havet.
Terrängen runt Volcán Jumay är huvudsakligen kuperad. Runt Volcán Jumay är det ganska tätbefolkat, med 185 invånare per kvadratkilometer. Närmaste större samhälle är Jalapa, 6,6 km söder om Volcán Jumay. I omgivningarna runt Volcán Jumay växer huvudsakligen savannskog.